# Christina Fritsch

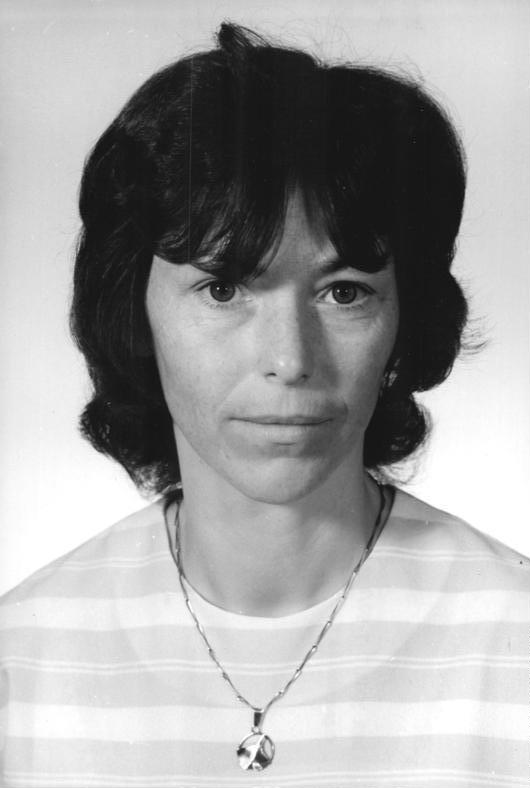
Christina Fritsch (1990)

Christina Fritsch (* 12. Dezember 1950 in Ortmannsdorf) ist eine ehemalige deutsche Politikerin (SPD).

## Ausbildung und Beruf
Nach dem Abitur und der Ausbildung zur Spinnereifacharbeiterin in Zwickau absolvierte Fritsch ein Studium zur Diplom-Lehrerin für die Fächer Musikerziehung und Deutsch an der Pädagogischen Hochschule Zwickau. In den Jahren 1973 bis 1988 war sie Lehrerin an verschiedenen Polytechnischen Oberschulen. Seit 1986 war sie Lehrerin an der Martin-Hoop-Oberschule in Mülsen St. Niclas. Später wurde sie Abteilungsleiterin für Grund- und Förderschulen in Pirna.

## Politik
Fritsch trat im Dezember 1989 der neugegründeten SDP bei. Im März 1990 wurde sie im Wahlkreis Karl-Marx-Stadt für die SPD in die Volkskammer gewählt. Im Oktober 1990 gehörte sie zu den 144 Abgeordneten, die von der Volkskammer in den Bundestag entsandt wurden. Sie gehörte dem Bundestag bis zum Dezember 1990 an. Bei der Bundestagswahl 2005 kandidierte sie erfolglos im Wahlkreis Sächsische Schweiz – Osterzgebirge.